# 长甸街道
长甸街道，原名东长甸街道，是中华人民共和国辽宁省鞍山市铁东区下辖的一个街道办事处。2019年12月，撤销长甸街道，下辖的6个社区成建制划入解放街道。原东长甸街道更名为长甸街道，将新兴街道的2个社区成建制划入长甸街道办事处。

## 行政区划
长甸街道下辖以下村级行政区划单位：
立新社区、正阳社区、桃园社区、交通社区、综合社区和正兴社区。